# Brnjača

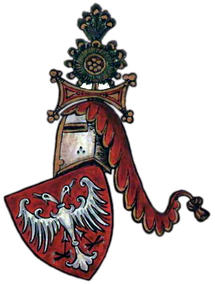
Znak Nemanjićů

Brnjača (v srbské azbuce Брњача), se narodila kolem roku 1253 a žila minimálně do roku 1264. Byla srbskou princeznou z dynastie Nemanjić, která vládla Srbskému království. Jejími rodiči byli král Štěpán Uroš I. a královna Helena z Anjou. Měla bratry Štěpán Dragutina a Štěpán Milutina, oba se později dostali k vládě.
Je známo, že se Brnjača rozhodla pro duchovní život a stala se jeptiškou. Nikdy se nevdala.
Po své smrti byla pohřbena v klášteře Gradac, který založila její matka.

## Jméno
Princeznino jméno je považováno za neobvyklé. Mohlo vzniknout od jména Veronika, nebo Bernardina. Vzniknout ale mohlo také od názvu feudálního státu Brnjak, odkud pocházela její matka.
V dobových zápisech se jméno objevuje v různých podobách, například jako Brnjača (Брњача), Brnča (Брнча), Brnjča (Брњча), Bereniče (Берениче) a Prnjača (Прњача).

## Vyobrazení
Nejstarší zobrazení Brnjači, které se dochovalo, pochází z roku 1264, kdy jí bylo přibližně 12 let. Nachází se na fresce v klášteře Sopoćani, která zachycuje pohřeb královny matky Anny Dandolo. Na této fresce je Brnjača zobrazena s nízkou korunou a oděvem zdobeným perlami.
Další vyobrazení je z kláštera Visoki Dečani. Fresky v něm pocházejí přibližně z roku 1350. Zde je Brnjača zobrazena spolu s dalšími členy rodu Nemanjić, například Šimonem Urošem a Teodorou Nemanjic.